# هنك اوفرغور
هندريكوس يوهانس باولوس اوفرغور (30 أبريل 1944 – 23 أبريل 2020) كان لاعب كرة قدم هولندي لعب كظهير أيسر. ولد في جندرينجن، هولندا. لعب غو أهد إيغلز من عام 1963 إلى عام 1965 ولدى دي غرافشاب من عام 1965 إلى عام 1979. مع دغرافشاب فاز في تويد ديفيزي 1968-1969.
توفي أغيرغور في 23 أبريل 2020 من COVID-19 في أمستردام، عن عمر يناهز 75 عامًا.